# Hello World (Scandal)
Hello World è il sesto album in studio del gruppo musicale giapponese Scandal, pubblicato nel 2014.

## Tracce
1. Image – 4:26 (testo: Mami – musica: Mami)
2. Your Song – 3:43 (testo: SCANDAL – musica: SCANDAL)
3. Love in Action – 3:22 (testo: Mami – musica: Mami)
4. Departure – 4:40 (testo: Mami – musica: Mami)
5. Graduation (Haruna solo) – 4:23 (testo: Haruna – musica: Haruna)
6. Yoake no Ryuuseigun (夜明けの流星群) – 4:41 (testo: Tomomi, Hidenori Tanaka – musica: Tanaka)
7. Onegai Navigation (お願いナビゲーション) – 3:00 (testo: Rina – musica: Mami)
8. Runners High – 3:55 (testo: Haruna – musica: Yuichi Tajika)
9. Hon wo Yomu (本を読む; Mami solo) – 3:34 (testo: Mami – musica: Mami)
10. Kan Beer (缶ビール; Tomomi solo) – 4:01 (testo: Tomomi – musica: Tomomi)
11. Winter Story – 3:41 (testo: Rina – musica: Mami, Rina)
12. Oyasumi (おやすみ; Rina solo) – 4:38 (testo: Rina – musica: Rina)
13. Place of Life (feat. Tetsuya Komuro) – 5:14 (testo: Tetsuya Komuro, SCANDAL – musica: Komuro)

Tracce Bonus Edizione Europea
1. Rainy – 3:51 (testo: Rina – musica: SCANDAL)
2. Nai Nai Night 2014 (ないないNight 2014; No No Night 2014) – 2:45 (testo: Tomomi – musica: Tomomi)

## Formazione
- Haruna Ono — voce, chitarra (1–11, 13–15), güiró (15)
- Mami Sasazaki — voce, chitarra (1–11, 13), sintetizzatore, recorder (15)
- Tomomi Ogawa — voce, basso (1–15), tamburello (15)
- Rina Suzuki — voce, batteria (1–15), chitarra (12), cajón (15)